# Edwin Ifeanyi
Edwin Ifeanyi (sinh ngày 28 tháng 4 năm 1972) là một cầu thủ bóng đá người Cameroon.

## Đội tuyển bóng đá quốc gia Cameroon
Edwin Ifeanyi thi đấu cho đội tuyển bóng đá quốc gia Cameroon từ năm 1992 đến 1994.

## Thống kê sự nghiệp
| Đội tuyển bóng đá Cameroon | Đội tuyển bóng đá Cameroon | Đội tuyển bóng đá Cameroon |
| Năm                        | Trận                       | Bàn                        |
| -------------------------- | -------------------------- | -------------------------- |
| 1992                       | 1                          | 0                          |
| 1993                       | 0                          | 0                          |
| 1994                       | 1                          | 0                          |
| Tổng cộng                  | 2                          | 0                          |